# Ustad Qawwal Bahauddin
Ustad Qawwal Bahauddin (Haiderabad (India), 1934 – 3 februari 2006) was een Pakistaanse Qawwalimuzikant/-zanger die zijn muziek uit een rijke shudh-traditie putte: hij was een achterkleinzoon van Mian Tanrus Khan.
Hij emigreerde in 1955 naar Pakistan. Hij werd daar zo populair dat hij in 2000 door de Pakistaanse overheid werd onderscheiden met de Tamgha-e-Imtiaz-onderscheiding (een nationale eervolle onderscheiding). Ten tijde van zijn overlijden zou hij volgens planning in West-Europa op tournee moeten geweest zijn, hetgeen door visumproblemen al niet doorging.
- Library of Congress Control Number: n2009207130
- MusicBrainz: b2680f93-61b7-4817-8f8a-73a0b3cf1d8e
- Virtual International Authority File: 88429261
- WorldCat: E39PBJvtbQHrgrMvWX4Mxyc3wC